# Micha Koivunen
Micha Koivunen, född 14 mars 1964, död 27 september 1998, var en svensk skådespelare.

## Filmografi
- 1979 – Hela långa dagen – Pingo, Tobbens storebror
- 1981 – Veckan då Roger dödades (film om mordet på Roger Johansson på Gamla Stans tunnelbanestation den 28 februari 1981)
- 1982 – Mikael 18 år